# Trust (엘비스 코스텔로의 음반)
| 전문가 평가                   | 전문가 평가 |
| 평가 점수                     | 평가 점수   |
| 출처                          | 점수        |
| ----------------------------- | ----------- |
| AllMusic                      | [ 1 ]       |
| Blender                       | [ 2 ]       |
| Chicago Tribune               | [ 3 ]       |
| Encyclopedia of Popular Music | [ 4 ]       |
| Entertainment Weekly          | A           |
| Mojo                          | [ 6 ]       |
| The Rolling Stone Album Guide | [ 7 ]       |
| Select                        | 4/5         |
| Uncut                         | [ 9 ]       |

《Trust》는 영국의 싱어송라이터 엘비스 코스텔로의 다섯 번째 스튜디오 음반으로, 어트랙션스의 키보디스트 스티브 니에브, 베이시스트 브루스 토머스, 드러머 피트 토머스 (관계 없음)와 함께 녹음한 네 번째 음반이다. 1981년 1월 23일, 영국의 F-비트 레코드와 미국의 컬럼비아 레코드를 통해 발매되었다. 엔지니어 로저 베치리안의 도움을 받아 닉 로우가 다섯 번째 연속 프로듀싱한 이 음반은 1980년 10월부터 11월까지 DJM과 런던의 에덴 스튜디오 사이에서 녹음되었다. 세션은 술과 마약 문제로 가득 차 있었고 밴드 멤버들 간의 긴장이 고조되었다. 스퀴즈의 보컬리스트 글렌 틸브룩과 더 루머의 기타리스트 마틴 벨몬트는 〈From a Whisper to a Scream〉에 게스트로 참여했다.
아티스트가 《Armed Forces》 (1979년)의 멜로디와 《Get Happy!!》 (1980년)의 리듬을 교차하는 것으로 구상한 《Trust》는 재즈, 로커빌리, 컨트리 등 다양한 음악 스타일을 선보이는 팝 록 음반이다. 이 곡들은 또한 폴리스, 프리텐더스, XTC, 더 클래시와 같은 현대 아티스트들의 스타일을 통합했다. 이 가사는 투어 음악가로서의 영향과 실패한 결혼 생활을 포함한 코스텔로 자신의 삶에서 부분적으로 영감을 받았다. 이 노래들은 신뢰가 부족한 시나리오를 그리고 말장난과 이중 엔테레로 가득 차 있다. 커버 아트는 코스텔로의 헤드샷으로, 그는 제목에 아이러니컬하게 고개를 끄덕였다고 묘사했다.
리드 싱글 〈Clubland〉는 영국에서 60위를 차지했고, 〈From a Whisper to a Scream〉은 차트 작성에 실패하여 코스텔로의 4년 만의 실패작이 되었다. 음반 자체는 영국에서 9위, 미국에서 28위로 정점을 찍었다. 발매와 동시에 《Trust》는 영국에서 엇갈린 평가를 받았지만 미국에서는 엄청난 찬사를 받았다. 평론가들은 그의 초기 음반들로부터의 아티스트의 음색 변화, 가사의 성숙도 증가, 그리고 코스텔로를 현대 음악에서 최고의 음악가들 중 한 명이라고 칭찬했다.
비록 처음에는 이 음반이 "실현되지 않은" 것으로 여겨져 불쾌했지만, 코스텔로는 나중에 자신의 의견을 번복하여 〈New Lace Sleeves〉를 어트랙션스의 가장 훌륭한 공연 중 하나로 강조했다. 돌이켜보면, 《Trust》는 음악 비평가들로부터 찬사를 받았고 코스텔로의 최고이자 가장 과소평가된 작품 중 하나로 인용되었다. 평론가들은 이 음반을 그들의 창작 정점에 있는 아티스트와 밴드를 보여주는 것으로 보았다. 《페이스트》는 나중에 1980년대 최고의 음반 중 하나로 선정했다. 이 음반은 코스텔로가 직접 쓴 보너스 트랙과 광범위한 라이너 노트로 여러 번 재발행되었다.

## 배경
엘비스 코스텔로는 1980년 2월에 네 번째 스튜디오 음반 《Get Happy!!》를 발매했다. 1979년 《Armed Forces》의 뉴 웨이브 사운드에서 벗어나, 《Get Happy!!》는 1960년대의 솔과 R&B 사운드의 영향을 받아 《Armed Forces》보다 판매량은 적었지만 영국 음반 차트에서 2위에 올랐다. 1980년 3월 내내 코스텔로와 그의 후원 밴드 어트랙션스의 키보디스트 스티브 니에브, 베이시스트 브루스 토머스, 드러머 피트 토머스는 영국 전역의 작은 도시들을 순회했지만, 코스텔로는 공연 중 가사를 잊어버리고, 제자리에 얼어붙고, 보컬이 서툴러 알코올과 약물 남용 때문에 몇 번의 불안정을 겪었다. 결국 4월 1일에 절정에 달했고, 그는 음악을 완전히 그만두기로 결정했다. 비록 자동차 사고로 니에브가 합류할 수 없었지만, 비록 그의 부재로 인해 더 루머의 기타리스트 마틴 벨몬트로 일시적으로 대체되었지만, 그 밴드는 4월 중순에 유럽 전역의 도로로 돌아갔기 때문에 은퇴는 오래 지속되지 않았다.

## 커버 아트
《Get Happy!!》의 소매 포장이 1960년대를 모방한 반면, 데이비드 골드스톤은 《Trust》의 포장이 1940년대와 1950년대를 모방했다고 주장한다. 커버 아트는 슈트와 붉은 색 안경을 쓴 코스텔로의 초점이 맞지 않는 헤드샷이다. 그의 눈썹은 아치형이고, 그의 안경은 기울어져 있고 그는 위를 보고 있다. 커버 자체에 작가의 이름이 없고 제목에 밑줄이 그어져 있다. 코스텔로는 나중에 "그 사진은 커버에 있는 사람이 전혀 믿을 수 없어 보이는 제목과 어울리지 않는데, 그것은 농담입니다"라고 말했다. 제임스 E. 페론은 1980년대 초 팝 음악에서 그것을 "가장 기억에 남는 이미지 중 하나"라고 생각한다. 원래 의도된 커버 아트는 어두운 코트, 안경, 중절모를 입은 가이 포크스와 같은 복장을 하고 담배에 불을 붙이는 누아르 영화의 장면에서 코스텔로를 묘사했다. 브라이언 힌튼의 말에 따르면, 뒷면 커버는 "의도적으로 스큐위프"로, 비록 실제로 무대 세트에서 촬영되었지만 칵테일 바처럼 보이는 곳에서 연주하는 밴드를 묘사한다. 소매 안쪽에는 "The Soundtrack of Life"라는 캡션과 함께 브라스 빅 밴드 복장을 한 어트랙션스와 다른 사람들의 이미지가 있다. 턱시도 마임을 입고 색소폰을 연주하는 로우와 함께, 이 사진에는 밴드의 로드 크루, F-비트 직원, 그리고 에덴 스튜디오의 소유주들이 포함되어 있었다. 원래 포장에는 가사 시트가 포함되어 있지 않았다.

## 재발매
《Trust》는 1986년 1월, 컬럼비아와 데몬 레코드를 통해 CD로 처음 발매되었다. 1994년 5월, 영국의 데몬과 미국의 라이코디스크를 통해 CD로 발매된 첫 번째 확장 재발매는 많은 보너스 트랙과 함께 나왔다. 라이노 레코드는 2003년 9월 9일, 1994년 음반과 함께 추가 보너스 트랙이 포함된 2장 세트로 음반을 재발매했다. 이 음반은 이후 2015년 12월 4일, 유니버설 뮤직 엔터프라이즈에 의해 리마스터되고 재발매되었다.

## 곡 목록
모든 곡들은 엘비스 코스텔로에 의해 작사/작곡하였다.
| #  | 제목                      | 재생 시간 |
| -- | ------------------------- | --------- |
| 1. | 〈Clubland〉              | 3:42      |
| 2. | 〈Lovers Walk〉           | 2:17      |
| 3. | 〈You'll Never Be a Man〉 | 2:56      |
| 4. | 〈Pretty Words〉          | 3:11      |
| 5. | 〈Strict Time〉           | 2:40      |
| 6. | 〈Luxembourg〉            | 2:26      |
| 7. | 〈Watch Your Step〉       | 2:57      |

| #  | 제목                           | 재생 시간 |
| -- | ------------------------------ | --------- |
| 1. | 〈New Lace Sleeves〉           | 3:45      |
| 2. | 〈From a Whisper to a Scream〉 | 2:54      |
| 3. | 〈Different Finger〉           | 1:58      |
| 4. | 〈White Knuckles〉             | 3:47      |
| 5. | 〈Shot With His Own Gun〉      | 3:30      |
| 6. | 〈Fish 'n' Chip Paper〉        | 2:55      |
| 7. | 〈Big Sister's Clothes〉       | 2:11      |